# Atletismo nos Jogos Pan-Americanos de 1963 - 400 m com barreiras masculino
A prova dos 400 m com barreiras masculino nos Jogos Pan-Americanos de 1963 foi realizada em São Paulo, Brasil.

## Medalhistas
| Ouro                      | Prata                                | Bronze                         |
| Juan Dyrzka ARG Argentina | Willie Atterberry USA Estados Unidos | Russ Rogers USA Estados Unidos |

## Resultados
| Posição           | Nome              | Nacionalidade      | Tempo | Notas |
| ----------------- | ----------------- | ------------------ | ----- | ----- |
| Medalha de ouro   | Juan Dyrzka       | ARG Argentina      | 50.32 |       |
| Medalha de prata  | Willie Atterberry | USA Estados Unidos | 50.49 |       |
| Medalha de bronze | Russ Rogers       | USA Estados Unidos | 51.19 |       |
| 4                 | Víctor Maldonado  | VEN Venezuela      | 51.80 |       |
| 5                 | Anubes da Silva   | BRA Brasil         | 52.13 |       |
| 6                 | José Cavero       | PER Peru           | 53.10 |       |